# خالپوش‌ماهی چینی
خالپوش‌ماهی چینی (نام علمی: Tephrinectes sinensis) نام یک گونه از تیره کفشک‌ماهیان دندان‌بزرگ است.